# Halazepam
Halazepam é uma substância utilizada como medicamento pertencente ao grupo e sub-grupos:
- Medicamentos Sistema nervoso central
  - Psicofármacos
    - Ansiolíticos,  sedativos e hipnóticos
      - Benzodiazepinas

## Indicações
- Perturbações da  ansiedade e sintomas ansiosos

## Reacções adversas
- Sonolência
- Descoordenação motora
- Alterações gastro-intestinais
- Diarreia
- Vómitos
- Alterações do  apetite
- Alterações visuais
- Irregularidades cardiovasculares
- Alteração da memória
- Confusão
- Depressão
- Vertigem
- O  seu uso prolongado pode causar dependência e síndrome de abstinência quando a medicação é interrompida

## Contra indicações e precauções
- As doses devem ser reduzidas nos idosos
- Deve ser administrado com cuidado em doentes com miastenia grave ou insuficiência respiratória ou com apneia do sono

## Interacções
Deve ser evitado o uso concomitante de álcool e medicamentos depressores do Sistema Nervoso Central.

## Farmacocinética
- Halazepam atravessa a barreira placentária e aparece em pequenas doses no leite materno

## Excreção
- Halazepam é excretado pela urina, assim como os seus metabolitos

## Classificação
- MSRM
- ATC - N05BA13
- CAS - 23092-17-3

## Fórmula molecular
- Halazepam

C17H12ClF3N2O

## Nomes comerciais
| NOME DO MEDICAMENTO | PAÍSES ONDE É COMERCIALIZADO |
| Pacinone            | Portugal                     |
| Alapryl             | Espanha                      |